# Helicóptero ultraligero
El helicóptero ultraligero es una aeronave pequeña y ligera, especialmente diseñada para ser más accesible y económica tanto en su compra como en su operación. Con un peso máximo al despegue (MTOW) de 600 kilos, estos helicópteros pueden transportar una o dos personas, lo que los hace ideales para aficionados, empresas y profesionales que buscan una forma económica de volar.
Debido a su tamaño y capacidad limitados, los helicópteros ultraligeros se utilizan comúnmente en actividades como la recreación, la fotografía aérea y la vigilancia. Aunque son menos potentes y tienen un alcance más reducido que los helicópteros más grandes, ofrecen una manera práctica y accesible de introducirse en la aviación..

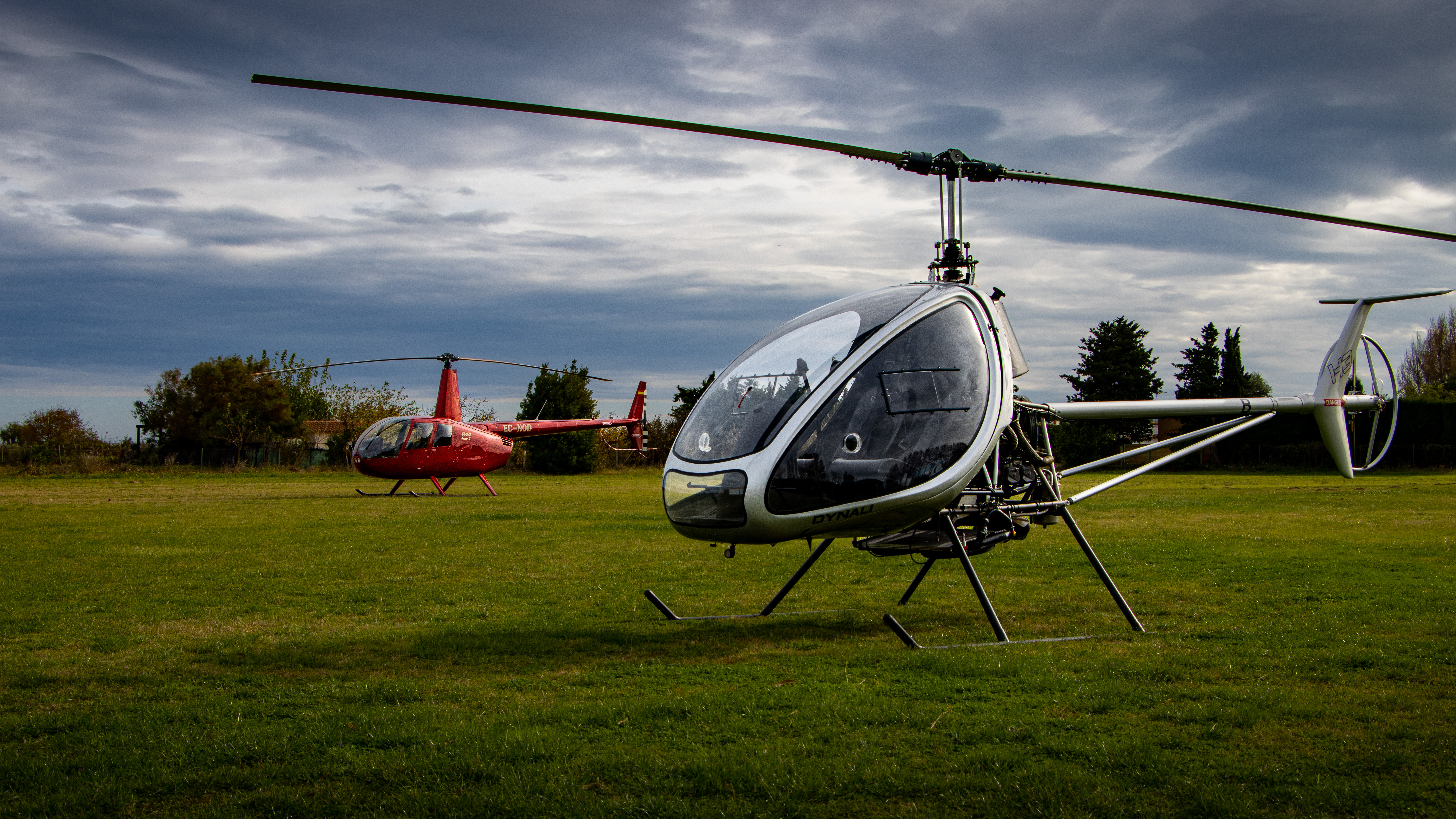
Evolución del Dynali H3 en versión NO certificada en España de 135 hp

## Características
Si bien la categoría de helicóptero ultraligero o helicóptero ULM ("ultralight helicopter", "hélicoptère Ultra-légere") no está consolidada a nivel internacional, sí, en los países miembros de la UE, comparten una serie de características que vienen definidas por su exclusión del Reglamento del Parlamento Europeo sobre normas comunes en el ámbito de la aviación civil y por el que se crea una Agencia Europea de Seguridad Aérea, y se deroga la Directiva 91/670/CEE del Consejo, el Reglamento (CE) no 1592/2002 y la Directiva 2004/36/CE, formando parte de su Anexo II. Son aeronaves, por tanto, que no están sujetas a la normativa EASA de aeronavegabilidad (inicial y continuada) y es la Autoridad de Aviación Civil (CAA en la terminología inglesa) de cada país la que regula el uso y registro de estas aeronaves. Podemos decir, a modo de resumen, que en términos generales un helicóptero ultraligero es un aerodino motorizado que utiliza los rotores para sustentación y empuje con un peso máximo autorizado al despegue (MTOW) de 600 kg, biplaza y terrestre. Estas limitaciones en el MTOW están condicionadas al número de ocupantes (monoplaza o biplaza) y al medio del cual parten y llegan para sus operaciones (terrestre o acuático). Así el MTOW alcanza unos valores de entre 300 kg y 600 kg. 
En algunos países, además de la limitación en el peso máximo al despegue y el número de plazas, se limita la potencia máxima del motor hasta los 100 hp. En los usos, también cada país limita soberanamente, así en países como Francia los helicópteros ultraligeros pueden realizar trabajos aéreos, entrar en espacios aéreos controlados y volar hasta los 12500 pies, mientras en otros se limita el espacio aéreo, el uso sólo como recreo, deportivo o enseñanza y la altura sobre el terreno.

## Funcionalidad
Un helicóptero ultraligero, a pesar de lo "inocente" en aspecto que puede dar lugar a engaño, es funcionalmente un helicóptero que necesita de una pericia en el manejo incluso superior a otros helicópteros de mayor peso. Los helicópteros, por naturaleza inestables y altamente maniobrables, cuanto mayor peso son capaces de sustentar, mejores características de manejo ofrecen. Además, los helicópteros medios, pesados y superpesados, al tener que disponer de elementos hidráulicos para el control de las superficies, requieren menos esfuerzo físico del piloto. Es cierto, además que los tipos superiores en peso cuentan de modernas asistencias a la estabilización y el control de hasta 4 ejes (3 ejes más colectivo) con piloto automático. No obstante, todas esas ayudas al control y a la estabilización en vuelo, no tienen sentido en aparatos cuyo coste de fabricación y de operación y mantenimiento están muy por debajo de los que los superan en peso. A ello hay que añadir el tipo de misión que va a desarrollar un helicóptero ultraligero, principalmente misiones de observación, patrullaje, agrícolas, publicidad, formación y recreo, junto con la autonomía, velocidad de crucero y alcance, no van a necesitar de esas ayudas que en otro tipo de helicóptero como uno medio en misiones SAR (búsqueda y salvamento) o MEDEVAC (evacuaciones médicas) son indispensables.

## El helicóptero ultraligero en España
El helicóptero ultraligero en España ha experimentado cambios significativos en la regulación y práctica en los últimos años. Hasta 2023, la normativa ha evolucionado para incluir un aumento en el peso máximo al despegue (MTOW), que ahora se sitúa en 600 kg para los helicópteros ultraligeros biplaza terrestres. Esta actualización refleja un cambio en la inclusión dentro del Anexo II de exclusión EASA, marcando una expansión desde el límite anterior de 450 kg, en un esfuerzo por adaptar las regulaciones a las capacidades modernas de estas aeronaves.
En España, los helicópteros ultraligeros se rigen principalmente por la Orden de 14 de noviembre de 1988, que establece las normas de aeronavegabilidad inicial, y los Reales Decretos 123/2015 y 384/2015, que respectivamente regulan las licencias y habilitaciones de piloto de ULM y la matriculación de aeronaves civiles. Estas regulaciones aseguran que, aunque inicialmente no reconocidos formalmente hasta la aparición del Real Decreto en 2015, los helicópteros ultraligeros ahora están formalmente incorporados en la legislación aeronáutica española.
En agosto de 2016, la Agencia Estatal de Seguridad Aérea (AESA) emite le primer, y por ahora único, certificado de tipo de un helicóptero ultraligero, el Dynali H3 "Easy Flyer" Sport 110-I, empezando la singladura para este tipo de aeronaves en España. Es de destacar que la única motorización certificada en España es el motor Rotax 912 de inyección electrónica que debería desarrollar una potencia en condiciones ISO de 115 CV. Dicha certificación fue llevada a cabo por el ingeniero español Francisco Requena Paredes.